# 突出政治
突出政治，是1965年的一个政治口号，主要集中在中国人民解放军内部，由林彪总结并宣传。

## 概述
1959年，中共八届八中全会上，彭德怀对大跃进进行批判，导致林彪在中国人民解放军内地位上升。1964年，叶剑英和罗瑞卿倡导组织全军大比武活动，并推广郭兴福教学法。但遭到了林彪的反对。1965年11月18日，林彪听了中国人民解放军总政治部关于即将召开全军政治工作会议准备情况的汇报以后，对1966年全军工作做出指示，提出了执行突出政治的五项原则，作为全军工作方针，其中包括：
1. 活学活用毛主席著作，特别要在‘用’字上狠下功夫，要把毛主席的书当做我们全军各项工作的最高指示。
2. 坚持四个第一，特别要大抓狠抓活思想。
3. 领导干部要深入基层，狠抓叫好连队运动，切实搞好基层，同时要切实搞好干部的领导作风。
4. 大胆地提拔真正优秀的指战员到关键性的负责岗位上。
5. 苦练过硬的技术和近战夜战的技术[3]。

1966年1月18日，解放军总政治部召开全国政治工作会议，主要研究林彪提出的“突出政治”的五项原则，强调“突出政治”就是突出毛泽东思想，就是把毛主席的书当作全军各项工作的最高指示，就是用毛泽东思想统帅一切，并把它作为全军1966年各项工作的总方针、总任务，作为全军建设的百年大计。这次会议之后，《解放军报》共发表了七篇论述突出政治的社论，论强调“政治统帅一切”、“突出政治一通百通，冲击政治一冲百空”、“有精神成果，就一定能出物质成果”、“处处突出政治，事事突出政治，时时突出政治”、把“突出政治一代一代地传下去”等。